# 鈴木麻奈美
鈴木麻奈美（1977年9月9日—），日本東京都人，身高162公分，三圍82B-57-84，為日本知名AV女優。雖有臉蛋美身材好的極品肉體，但是演出單調像死魚而受批評。

## 略歷
鈴木麻奈美出道於1998年3月15日，出道作品為宇宙企劃的「到心坎裡都要親熱」。由於她出道前曾經擔任過F1以及GT賽事的賽車女郎，使得她出道之時，便掀起了一陣話題旋風，也開啟了賽車女郎轉行擔任AV女優的先河。也由於這個特殊的經歷，當時就有宇宙企劃、KUKI、MAX-A、ATLUS、ARIS JAPAN等五家公司爭相與她簽約，ATLUS曾以「一億日圓的美腿」來形容之，從此這句話便成為了鈴木麻奈美的代名詞。
由於鈴木修長的身材與姣好的臉龐，很快就獲得了許多觀眾的喜愛，1999年旋即獲得了日本花花公子的新人獎，更在2000年推出了個人的歌唱專輯，亦參與了朝日電視台的電視劇演出。
2006年12月31日，鈴木麻奈美在她的部落格上正式宣布退出AV界，最後一部作品為虎虎虎系列的「Last Scene」。
在復出風潮的作用下，2010年10月她公開在blog宣布復出預計2011年推出新作。

## 外部連結
- 鈴木麻奈美簡介 （页面存档备份，存于）